# ATP Challenger Bronx
Das ATP Challenger Bronx (offizieller Name: GHI Bronx Tennis Classic) war ein von 1993 bis 2008 stattfindendes Tennisturnier im Stadtbezirk Bronx der Metropole New York City. Es war Teil der ATP Challenger Tour und wurde im Freien auf Hartplatz ausgetragen.

## Liste der Sieger

### Einzel
| Jahr | Sieger                 | Finalgegner          | Ergebnis        |
| ---- | ---------------------- | -------------------- | --------------- |
| 2008 | Lukáš Dlouhý           | Leonardo Mayer       | 6:0, 6:1        |
| 2007 | Sam Warburg            | Bruno Echagaray      | 6:3, 6:75, 6:3  |
| 2006 | Michael Russell        | Paul Capdeville      | 6:0, 6:2        |
| 2005 | Thierry Ascione        | Brian Vahaly         | 6:2, 6:3        |
| 2004 | Julien Jeanpierre      | Peter Wessels        | 7:64, 3:6, 6:3  |
| 2003 | Ivo Karlović           | Dmitri Tursunow      | 6:3, 6:3        |
| 2002 | Mardy Fish             | Denis Golowanow      | 1:6, 6:1, 7:5   |
| 2001 | Björn Phau             | Andy Ram             | 6:2, 6:4        |
| 2000 | Lee Hyung-taik         | Reginald Willems     | 6:4, 6:1        |
| 1999 | Alexander Popp         | Sébastien de Chaunac | 6:74, 7:64, 6:0 |
| 1998 | Miles Maclagan         | Oren Motevassel      | 7:6, 6:2        |
| 1997 | Michael Sell           | Gianluca Pozzi       | 3:6, 6:4, 6:3   |
| 1996 | Tamer El Sawy (2)      | Pablo Campana        | 6:1, 6:4        |
| 1995 | Tamer El Sawy (1)      | Hicham Arazi         | 5:7, 6:3, 6:2   |
| 1994 | Alejo Mancisidor       | Chris Woodruff       | 6:2, 6:4        |
| 1993 | Jean-Philippe Fleurian | Chris Wilkinson      | 3:6, 7:5, 6:2   |

### Doppel
| Jahr | Sieger                             | Finalgegner                    | Ergebnis         |
| ---- | ---------------------------------- | ------------------------------ | ---------------- |
| 2008 | Lukáš Dlouhý Tomáš Zíb             | Andreas Beck Martin Fischer    | 3:6, 6:4, [11:9] |
| 2007 | Rohan Bopanna Aisam-ul-Haq Qureshi | Alberto Francis Phillip King   | 6:3, 2:6, [10:5] |
| 2006 | Martin Lee Harel Levy              | Scott Lipsky David Martin      | 6:4, 7:5         |
| 2005 | Cecil Mamiit Brian Vahaly          | Julien Benneteau Nicolas Mahut | 6:4, 6:4         |
| 2004 | Huntley Montgomery Tripp Phillips  | Igor Kunizyn Uros Vico         | 7:66, 6:78, 6:2  |
| 2003 | Julien Benneteau Nicolas Mahut     | Martín García Graydon Oliver   | 6:3, 6:1         |
| 2002 | Jamie Delgado Arvind Parmar        | Karol Beck Tomáš Zíb           | 7:66, 6:1        |
| 2001 | Kelly Gullett Bobby Kokavec        | Andrew Nisker Gavin Sontag     | 6:4, 6:3         |
| 2000 | Petr Luxa Wesley Whitehouse        | Lee Hyung-taik Yoon Yong-il    | 3:6, 6:3, 6:2    |
| 1999 | Jeff Coetzee Alejandro Hernández   | Rob Givone Glenn Weiner        | 6:4, 6:1         |
| 1998 | Jared Palmer Takao Suzuki          | Ota Fukárek Gabriel Trifu      | 6:1, 6:2         |
| 1997 | Nelson Aerts André Sá              | Michael Sell Myles Wakefield   | 4:6, 7:5, 6:1    |
| 1996 | David Di Lucia Scott Humphries     | Chris Haggard Chris Wilkinson  | 6:4, 6:1         |
| 1995 | Jamie Holmes Ross Matheson         | Steven Downs James Greenhalgh  | 6:3, 5:7, 6:3    |
| 1994 | Chris Bailey Lars-Anders Wahlgren  | Pan Bing Xia Jiaping           | 6:3, 7:5         |
| 1993 | Johan de Beer Kevin Ullyett        | Wayne Arthurs Grant Doyle      | 7:6, 7:6         |